# Benoît Brière
Pour les articles homonymes, voir Brière (homonymie).
« Monsieur B » redirige ici. Pour l'auteur de bande dessinée, voir Monsieur B..
Benoît Brière, né le 20 juin 1965 à Longueuil, est un comédien et dramaturge québécois.
Il se fait d'abord connaître comme porte-parole de la compagnie de téléphone Bell Canada pendant 14 ans, en tenant le rôle de différents personnages dans plus d'une centaine d'annonces publicitaires télévisées. Cela lui vaut d'être surnommé Monsieur B au Québec.
Jouant au théâtre, au cinéma et à la télévision, également actif dans le doublage, il donne aussi des ateliers d'opéra à l'Université de Montréal et au Conservatoire de Montréal, et il dirige les diplômés de l'École nationale de théâtre du Canada à leurs auditions au Théâtre de Quat'Sous.

## Biographie
Benoît Brière obtient un diplôme de l'École nationale de théâtre du Canada en 1991. En 1992, il devient porte-parole de Bell Canada et apparaît dans plusieurs publicités télévisées. En 2006, Bell met fin à son contrat.
Il joue dans plusieurs pièces de théâtre telles Dom Juan, Bousille et les Justes, le Barbier de Séville et le Bourgeois gentilhomme. Avec Stéphane Jacques, il écrit et interprète la pièce de théâtre Nez à nez.
En 2006, il amorce une longue collaboration avec le Théâtre d'été du Vieux Terrebonne pour lequel il signe sa première mise en scène en 2008 avec la comédie Silence en coulisses ! de Michael Frayn.  Pour ce même théâtre, il tient également le rôle principal des comédies Ténor recherché de Ken Ludwig (en),  Oscar de Claude Magnier et La Cage aux folles de Jean Poiret, dont il partage la vedette avec Alain Zouvi.
En 2010, il propose sa propre mise en scène du Bourgeois gentilhomme pour le Théâtre du Nouveau Monde de Montréal.  
En 2011-2012, il monte à nouveau sur les planches pour interpréter Le boss est mort, un condensé de plusieurs monologues du « gars de la shop » d'Yvon Deschamps mis en scène par Dominic Champagne.
Au cinéma, il joue dans Joyeux Calvaire et Louis 19, le roi des ondes. En 2002, il participe à Séraphin : Un homme et son péché, Station Nord et en 2003 au film la Grande Séduction écrit par Ken Scott et réalisé par Jean-François Pouliot.  Toujours dans le mode comique, il tient le rôle d'un humoriste hyperactif dans le film Le Sens de l'humour réalisé par Émile Gaudreault.
À la télévision, il participe à Gypsies, Juliette Pomerleau, Marguerite Volant, la Petite Vie et le Plateau.
En 1997, il tient le rôle principal, celui du comédien Olivier Guimond, dans Cher Olivier, une télé-série biographique de quatre épisodes écrite et réalisée par André Melançon. Changement de registre en 2008, alors qu'il incarne un présumé pédophile dans la télé-série policière Le Négociateur.
En 1994 et 1995, il est coanimateur de La Soirée des Masques. En 2002, il répète l'expérience avec les comédiens de la Royal Air Farce.
Le 18 septembre 2008, dans le cadre des élections fédérales canadiennes de 2008, il apparaît dans une vidéo humoristique mise en ligne sur YouTube et critiquant une mesure gouvernementale visant à ne pas subventionner des œuvres artistiques jugées dommageables pour l'image du Canada. La vidéo, frôlant le demi-million de visionnements par les internautes en une semaine, met également en scène l'acteur Stéphane Rousseau et l'auteur-compositeur-interprète Michel Rivard.
En 2014, Benoit incarne le rôle principal dans la comédie Madame Lebrun, à Super Écran. La série est une adaptation de l'émission écossaise Mrs. Brown's Boys. Tournée devant public et jouée comme une pièce de théâtre,

## Filmographie

### Cinéma
- 1992 : Lignes de vie : Commissaire Byron
- 1996 : Joyeux Calvaire : Joseph
- 1994 : Louis 19, le roi des ondes : Cameraman gourmand
- 1996 : Angelo, Frédo et Roméo : Angelo
- 2002 : Séraphin : Un homme et son péché : Jambe de Bois
- 2002 : Station Nord
- 2003 : La Grande Séduction : Henri Giroux
- 2004 : C'est pas moi, c'est l'autre  : Michel Van Der Loo
- 2008 : La rivière aux castors
- 2010 : Oscar et la Dame rose : L'annonceur
- 2010 : L'enfant prodige : Wilfrid Pelletier
- 2011 : Le Sens de l'humour : Marco Fortier
- 2022 : Arlette de Mariloup Wolfe

### Télévision
- 1993-1996 : La Petite Vie : Momo / Bouboule
- 1995 : Les Grands Procès : Denis Durand
- 1996 : Cher Olivier : Olivier Guimond
- 1996 : Marguerite Volant : Blaise Melançon
- 1999 : Juliette Pomerleau : Clément Fisette
- 2000 : Gypsies : Le Prof
- 2002 : Le Plateau : Pierre Chamberland
- 2004 : Campagne publicitaire de Bell Canada pendant les Jeux olympiques d'Athènes
- 2006 : René Lévesque : Arsène Gagné
- 2008 : Le Négociateur : Rémi Savage
- 2010 : Musée Éden : Coroner Boutet
- 2014 : 30 vies : Michel Marcotte
- 2015-2016 : Madame Lebrun : Germaine Lebrun
- 2019- : Madame Lebrun : Germaine Lebrun
- 2023- : Indéfendable : Martial Quintal
- 2025- : Empathie : Jacques Dallaire

### Doublage

#### Cinéma
- Jonathan Rhys-Meyers :
  - L'assassin dans Michael Collins (2005)
  - Joe dans Joue-la comme Beckham (2002)
- Christopher Eccleston : le colonel Henry West dans 28 jours plus tard (2003)
- Patrick Wilson : Raoul de Chagny dans Le Fantôme de l'Opéra (2005)
- Matthew Rhys : Peter Simon dans Love (et ses petits désastres) (2006)
- John Oliver : Zazu dans  Le Roi lion (2019) (doublage du Québec)
- Tituss Burgess: Timide dans Snow White (2025) (doublage du Québec)

#### Films d'animation
- 1998 : Hercule : Roi Midas
- 2005 : Robots : Fender
- 2007 : Les Rois du surf : Big Z
- 2008 : La Légende de Despereaux : Hovis
- 2011 : Rio : Anatole
- 2012 : Les Mondes de Ralph : Sa Sucrerie / Turbo (doublage de France et du Québec)
- 2015 : Avril et le Monde truqué : Rodrigue
- 2017 : Le Bébé Boss : Francis E. Francis
- 2018 : Ralph 2.0 (VF) / Ralph brise l'Internet : Les Mondes de Ralph 2 (VQ) : JeSaisTout (doublage de France et du Québec)
- 2019 : Comme des bêtes 2 : Sergeï
- 2021 : Encanto : La Fantastique Famille Madrigal : Bruno Madrigal
- 2023 : Super Mario Bros., le film : Toad

#### Jeu vidéo
- 2014 : Tiny brains : le scientifique

## Théâtre

### Pièces de théâtre (liste non exhaustive)[Quoi ?]
- Dom Juan
- Bousille et les justes
- le Barbier de Séville
- Échec et mat
- Le Bourgeois gentilhomme
- Nez à nez
- La Cage aux folles
- En attendant Godot

### Pièces de théâtre rédigées[Quoi ?]
- Nez à nez

## Distinctions
- Prix Gémeaux 1995 : meilleure animation d'une série ou d'un spécial de variétés pour La Soirée des Masques (avec Martin Drainville)
- Prix Gémeaux 1997 : meilleure premier rôle masculin dramatique pour Cher Olivier
- Soirée des Masques 2002 : meilleur acteur pour Sganarelle dans Dom Juan
- Prix Gémeaux 2003 : meilleure interprétation d'humour pour La Petite Vie (récompense partagée avec les autres interprètes)
- Prix Gascon-Roux 2007 pour le rôle de Sganarelle dans la pièce Dom Juan[5]
- Prix Coq[Quand ?][Quoi ?][réf. nécessaire]